# ミルトン・S・プレセット
ミルトン・スピノザ・プレセット（Milton Spinoza Plesset、1908年2月7日 - 1991年2月19日）は、アメリカの応用物理学者であった。流体力学および核エネルギーの分野の研究を行った。混相流、気泡の動力学、原子炉の安全性に関する基本的な貢献のため1979年に全米技術アカデミーに選出された。プレセットは1951年から1978年までカリフォルニア工科大学で工学の教授を務めた。
プレセットとクリスチャン・メラーはメラー＝プレセット摂動理論で知られる。無限体の流体中の気泡の動力学を記述するレイリー・プレセット方程式もプレセットに因んで命名された。

## 教育と研究
ペンシルベニア州ピッツバーグで生まれたプレセットは、1929年にピッツバーグ大学から学士号を、1932年にイェール大学からPh.D.を授与された。Ph.D. 取得後すぐにカリフォルニア工科大学に加わり、ロバート・オッペンハイマーの同僚となった。彼らは共に、電子-陽電子対がどのように形成されたかを示すために量子電磁力学におけるディラック方程式を用いて陽電子の理論的研究を行った。